# Berner Sport Club Young Boys 2013-2014
Questa voce raccoglie le informazioni riguardanti il Berner Sport Club Young Boys nelle competizioni ufficiali della stagione 2013-2014.

## Stagione
Nella stagione 2013-2014 lo Young Boys, allenato da Ulrich Forte, concluse il campionato di Super League al 3º posto. In Coppa Svizzera lo Young Boys fu eliminato agli ottavi di finale dal Le Mont.

## Rosa
| N. |                      | Ruolo | Calciatore          |
| -- | -------------------- | ----- | ------------------- |
| 1  | Svizzera (bandiera)  | P     | Marco Wölfli        |
| 3  | Kosovo (bandiera)    | D     | Florent Hadergjonaj |
| 4  | Serbia (bandiera)    | D     | Milan Vilotić       |
| 5  | Svizzera (bandiera)  | D     | Steve von Bergen    |
| 7  | Ghana (bandiera)     | A     | Samuel Afum         |
| 8  | Rep. Ceca (bandiera) | D     | Jan Lecjaks         |
| 9  | Svezia (bandiera)    | A     | Alexander Gerndt    |
| 10 | Svizzera (bandiera)  | C     | Moreno Costanzo     |
| 11 | Svizzera (bandiera)  | C     | Renato Steffen      |
| 14 | Serbia (bandiera)    | C     | Milan Gajić         |
| 15 | Canada (bandiera)    | C     | Josh Simpson        |
| 17 | Svizzera (bandiera)  | C     | Christoph Spycher   |
| 18 | Svizzera (bandiera)  | P     | Yvon Mvogo          |
| 19 | Argentina (bandiera) | A     | Gonzalo Zárate      |
| 20 | Svizzera (bandiera)  | A     | Michael Frey        |

| N. |                           | Ruolo | Calciatore         |
| -- | ------------------------- | ----- | ------------------ |
| 21 | Svizzera (bandiera)       | D     | Alain Rochat       |
| 23 | Svizzera (bandiera)       | D     | Scott Sutter       |
| 25 | Venezuela (bandiera)      | A     | Josef Martínez     |
| 26 | Svizzera (bandiera)       | P     | David von Ballmoos |
| 27 | Svizzera (bandiera)       | C     | Miguel Castroman   |
| 28 | Svizzera (bandiera)       | D     | Marco Bürki        |
| 29 | Svizzera (bandiera)       | C     | Raphaël Nuzzolo    |
| 30 | Costa d'Avorio (bandiera) | C     | Kouadio Doubai     |
| 31 | Giappone (bandiera)       | A     | Yūya Kubo          |
| 32 | Svizzera (bandiera)       | C     | Leonardo Bertone   |
| 33 | Svizzera (bandiera)       | P     | Leonard Kiener     |
| 33 | Svizzera (bandiera)       | D     | Thomas Fekete      |
| 34 | Svizzera (bandiera)       | C     | Hélios Sessolo     |
| 35 | Svizzera (bandiera)       | D     | Gregory Wüthrich   |

## Organigramma societario
Area tecnica
- Allenatore: Ulrich Forte
- Allenatore in seconda: Harry Gämperle
- Preparatore dei portieri: Paolo Collaviti
- Preparatori atletici:

## Calciomercato

### Sessione estiva
| Acquisti | Acquisti         | Acquisti       | Acquisti |
| R.       | Nome             | da             | Modalità |
| -------- | ---------------- | -------------- | -------- |
| D        | Alain Rochat     | D.C. United    |          |
| C        | Milan Gajić      | Zurigo         |          |
| P        | Leonard Kiener   | Young Boys U18 |          |
| A        | Yūya Kubo        | Kyoto Sanga    |          |
| C        | Renato Steffen   | Thun           |          |
| D        | Steve von Bergen | Palermo        |          |

| Cessioni | Cessioni            | Cessioni  | Cessioni |
| R.       | Nome                | a         | Modalità |
| -------- | ------------------- | --------- | -------- |
| D        | Elsad Zverotić      | Fulham    |          |
| C        | Christian Schneuwly | Thun      |          |
| D        | Ezgjan Alioski      | Sciaffusa |          |
| P        | Ivan Benito         | Wohlen    |          |
| C        | Alexander Farnerud  | Torino    |          |
| D        | Alexander González  | Aarau     |          |
| A        | Josef Martínez      | Thun      |          |
| D        | Alain Nef           | Zurigo    |          |

### Sessione invernale
| Acquisti | Acquisti      | Acquisti     | Acquisti |
| R.       | Nome          | da           | Modalità |
| -------- | ------------- | ------------ | -------- |
| D        | Milan Vilotić | Grasshoppers |          |
| D        | Jan Lecjaks   | Vålerenga    |          |

| Cessioni | Cessioni          | Cessioni | Cessioni |
| R.       | Nome              | a        | Modalità |
| -------- | ----------------- | -------- | -------- |
| D        | Dušan Veškovac    | Tolosa   |          |
| A        | Haris Tabaković   | Wil      |          |
| D        | François Affolter | Lucerna  |          |

## Risultati

### Super League

#### Prima fase, girone di andata
| Arbitro: | Klossner |

|                     |           |  |
| Gerndt 10’ Frey 42’ | Marcatori |  |

| Arbitro: | Erlachner |

|           |           |                                  |
| Tafer 46’ | Marcatori | 1’ Zárate 19’ Nuzzolo 40’ Sutter |

| Arbitro: | Kever |

|                            |           |                            |
| Kubo 53’, 64’ Costanzo 77’ | Marcatori | 25’ Martínez 35’ Schneuwly |

| Arbitro: | Amhof |

|         |           |                              |
| Nef 60’ | Marcatori | 21’ Gerndt 30’ Frey 90’ Kubo |

| Arbitro: | Pache |

|  |           |                                                 |
|  | Marcatori | 16’ Zárate 53’, 74’ (rig.) Costanzo 69’ Steffen |

| Arbitro: | Studer |

|                     |           |                      |
| Costanzo 34’ (rig.) | Marcatori | 30’ Vilotić 86’ Caio |

| Arbitro: | Klossner |

|                      |           |          |
| Sio 73’ Streller 74’ | Marcatori | 71’ Afum |

| Arbitro: | Amhof |

|  |           |                     |
|  | Marcatori | 84’ (rig.) Rangelov |

| San Gallo 24 settembre 2013, ore 20:30 CEST 9ª giornata | San Gallo | 0 – 0 referto | Young Boys | AFG Arena (12 406 spett.)\| Arbitro: \| Studer \| |
| Arbitro:                                                | Studer    |               |            |                                                   |

#### Prima fase, girone di ritorno
| Arbitro: | Harkam |

|  |           |              |
|  | Marcatori | 50’ Chermiti |

| Arbitro: | Graf |

|                 |           |                       |
| Vidošić 8’, 80’ | Marcatori | 62’ Zárate 72’ Gerndt |

| Arbitro: | San |

|            |           |          |
| Kahraba 5’ | Marcatori | 85’ Frey |

| Arbitro: | Hänni |

|                            |           |  |
| Frey 20’, 63’ Affolter 81’ | Marcatori |  |

| Arbitro: | Pache |

|  |           |            |
|  | Marcatori | 73’ Gerndt |

| Arbitro: | Erlachner |

|                             |           |                    |
| Zárate 11’ Nuzzolo 20’, 67’ | Marcatori | 47’ Coly 73’ Tafer |

| Arbitro: | Hänni |

|                           |           |                |
| Gajić 38’ (rig.) Kubo 68’ | Marcatori | 40’, 44’ Salah |

| Arbitro: | Graf |

|               |           |  |
| Schneuwly 23’ | Marcatori |  |

| Arbitro: | Pache |

|            |           |  |
| Sutter 40’ | Marcatori |  |

#### Seconda fase, girone di andata
| Arbitro: | Graf |

|                            |           |              |
| Hadergjonaj 54’ Zárate 89’ | Marcatori | 56’ Reinmann |

| Arbitro: | Hänni |

|                                       |           |                        |
| Streller 43’ Díaz 80’ Frei 89’ (rig.) | Marcatori | 29’ Bertone 33’ Gerndt |

| Arbitro: | San |

|                                                        |           |                            |
| Martínez 2’, 44’ Nuzzolo 25’ Gajić 39’ (rig.) Frey 49’ | Marcatori | 28’ Vukušić 31’, 76’ Tafer |

| Arbitro: | Pache |

|             |           |               |
| Kahraba 72’ | Marcatori | 10’, 55’ Kubo |

| Arbitro: | Jaccottet |

|                                        |           |  |
| Vanczák 9’ Christofī 56’ Itaperuna 76’ | Marcatori |  |

| Arbitro: | Klossner |

|              |           |                                                  |
| Costanzo 47’ | Marcatori | 67’ Gavranović 82’ (rig.) Chikhaoui 90’ Henrique |

| Arbitro: | Studer |

|           |           |              |
| Nater 25’ | Marcatori | 22’ Wüthrich |

| Arbitro: | Jaccottet |

|  |           |                                       |
|  | Marcatori | 65’, 87’ Caio 80’ Dabour 90’ Ngamukol |

| Arbitro: | Pache |

|                  |           |             |
| Lüscher 50’, 69’ | Marcatori | 52’ Nuzzolo |

#### Seconda fase, girone di ritorno
| Arbitro: | Hänni |

|                                |           |             |
| Puljić 25’ (aut.) Costanzo 45’ | Marcatori | 83’ Freuler |

| Arbitro: | Schärer |

|                 |           |                             |
| Etoundi 7’, 52’ | Marcatori | 30’ Afum 43’ (rig.) Spycher |

| Berna 17 aprile 2014, ore 19:45 CEST 30ª giornata | Young Boys | 0 – 0 referto | Sion | Stade de Suisse (15 701 spett.)\| Arbitro: \| Studer \| |
| Arbitro:                                          | Studer     |               |      |                                                         |

| Arbitro: | Jaccottet |

|  |           |           |
|  | Marcatori | 66’ Gajić |

| Arbitro: | Erlachner |

|                                             |           |  |
| Gashi 4’, 41’ (rig.), 50’, 54’ Ngamukol 90’ | Marcatori |  |

| Arbitro: | Pache |

|                     |           |                         |
| Frey 2’ Nuzzolo 59’ | Marcatori | 73’ Senger 75’ González |

| Arbitro: | Klossner |

|                                     |           |             |
| Steffen 36’ Costanzo 65’ Rochat 75’ | Marcatori | 82’ Stocker |

| Arbitro: | Jaccottet |

|  |           |                               |
|  | Marcatori | 12’ Steffen 28’ Frey 90’ Kubo |

| Arbitro: | Amhof |

|                     |           |  |
| Steffen 1’ Frey 73’ | Marcatori |  |

### Coppa Svizzera
| 17 agosto 2013, ore 16:00 CEST Primo turno | Veyrier-Sports | 0 – 8 | Young Boys |  |

| 14 settembre 2013, ore 17:00 CEST Secondo turno | YF Juventus | 2 – 4 | Young Boys |  |

| 9 novembre 2013, ore 16:30 CET Ottavi di finale | Le Mont | 4 – 1 | Young Boys |  |

## Statistiche

### Statistiche di squadra
| Competizione   | Punti | In casa | In casa | In casa | In casa | In casa | In casa | In trasferta | In trasferta | In trasferta | In trasferta | In trasferta | In trasferta | Totale | Totale | Totale | Totale | Totale | Totale | DR  |
| Competizione   | Punti | G       | V       | N       | P       | Gf      | Gs      | G            | V            | N            | P            | Gf           | Gs           | G      | V      | N      | P      | Gf     | Gs     | DR  |
| -------------- | ----- | ------- | ------- | ------- | ------- | ------- | ------- | ------------ | ------------ | ------------ | ------------ | ------------ | ------------ | ------ | ------ | ------ | ------ | ------ | ------ | --- |
| Super League   | 59    | 18      | 10      | 3       | 5       | 32      | 25      | 18           | 7            | 5            | 6            | 27           | 25           | 36     | 17     | 8      | 11     | 59     | 50     | +9  |
| Coppa Svizzera | -     | 0       | 0       | 0       | 0       | 0       | 0       | 3            | 2            | 0            | 1            | 13           | 6            | 3      | 2      | 0      | 1      | 13     | 6      | +7  |
| Totale         | 59    | 18      | 10      | 3       | 5       | 32      | 25      | 21           | 9            | 5            | 7            | 40           | 31           | 39     | 19     | 8      | 12     | 72     | 56     | +16 |

### Andamento in campionato
| Giornata  | 1 | 2 | 3 | 4 | 5 | 6 | 7 | 8 | 9 | 10 | 11 | 12 | 13 | 14 | 15 | 16 | 17 | 18 | 19 | 20 | 21 | 22 | 23 | 24 | 25 | 26 | 27 | 28 | 29 | 30 | 31 | 32 | 33 | 34 | 35 | 36 |
| --------- | - | - | - | - | - | - | - | - | - | -- | -- | -- | -- | -- | -- | -- | -- | -- | -- | -- | -- | -- | -- | -- | -- | -- | -- | -- | -- | -- | -- | -- | -- | -- | -- | -- |
| Luogo     | C | T | C | T | T | C | T | C | T | C  | T  | T  | C  | T  | C  | C  | T  | C  | C  | T  | C  | T  | T  | C  | T  | C  | T  | C  | T  | C  | T  | T  | C  | C  | T  | C  |
| Risultato | V | V | V | V | V | P | P | P | N | P  | N  | N  | V  | V  | V  | N  | P  | V  | V  | P  | V  | V  | P  | P  | N  | P  | P  | V  | N  | N  | V  | P  | N  | V  | V  | V  |
| Posizione | 2 | 1 | 1 | 1 | 1 | 1 | 1 | 2 | 3 | 3  | 5  | 5  | 4  | 3  | 3  | 2  | 5  | 3  | 2  | 2  | 2  | 2  | 2  | 3  | 3  | 3  | 3  | 3  | 3  | 3  | 3  | 3  | 3  | 3  | 3  | 3  |

Legenda:

Luogo: C = Casa; T = Trasferta. Risultato: V = Vittoria; N = Pareggio; P = Sconfitta.

### Statistiche dei giocatori
| F. Affolter     | 2  | 1 | 0  | 0 |
| S. Afum         | 23 | 2 | 0  | 0 |
| L. Bertone      | 12 | 1 | 3  | 0 |
| M. Bürki        | 3  | 0 | 1  | 1 |
| M. Castroman    | 0  | 0 | 0  | 0 |
| M. Costanzo     | 32 | 7 | 9  | 1 |
| K. Doubai       | 0  | 0 | 0  | 0 |
| T. Fekete       | 2  | 0 | 1  | 0 |
| M. Frey         | 33 | 9 | 5  | 1 |
| M. Gajić        | 22 | 3 | 5  | 0 |
| A. Gerndt       | 19 | 5 | 3  | 0 |
| F. Hadergjonaj  | 11 | 1 | 0  | 0 |
| L. Kiener       | 0  | 0 | 0  | 0 |
| Y. Kubo         | 34 | 7 | 1  | 0 |
| J. Lecjaks      | 9  | 0 | 0  | 0 |
| J. Martínez     | 18 | 2 | 2  | 0 |
| Y. Mvogo        | 20 | 0 | 0  | 0 |
| R. Nuzzolo      | 32 | 6 | 7  | 0 |
| A. Rochat       | 24 | 1 | 6  | 2 |
| C. Schneuwly    | 3  | 0 | 1  | 0 |
| H. Sessolo      | 0  | 0 | 0  | 0 |
| J. Simpson      | 0  | 0 | 0  | 0 |
| C. Spycher      | 28 | 1 | 10 | 0 |
| R. Steffen      | 21 | 4 | 3  | 2 |
| S. Sutter       | 29 | 2 | 2  | 0 |
| H. Tabaković    | 4  | 0 | 0  | 0 |
| D. Veškovac     | 15 | 0 | 1  | 1 |
| M. Vilotić      | 9  | 0 | 4  | 0 |
| M. Wölfli       | 17 | 0 | 1  | 0 |
| G. Wüthrich     | 8  | 1 | 1  | 0 |
| E. Zverotić     | 7  | 0 | 1  | 0 |
| G. Zárate       | 29 | 5 | 8  | 1 |
| D. von Ballmoos | 0  | 0 | 0  | 0 |
| S. von Bergen   | 35 | 0 | 5  | 0 |